# Nambroca
Nambroca è un comune spagnolo di 2 865 abitanti situato nella comunità autonoma di Castiglia-La Mancia.